# Hirden (organisation)

Hirdens emblem med ett solkors och två svärd.

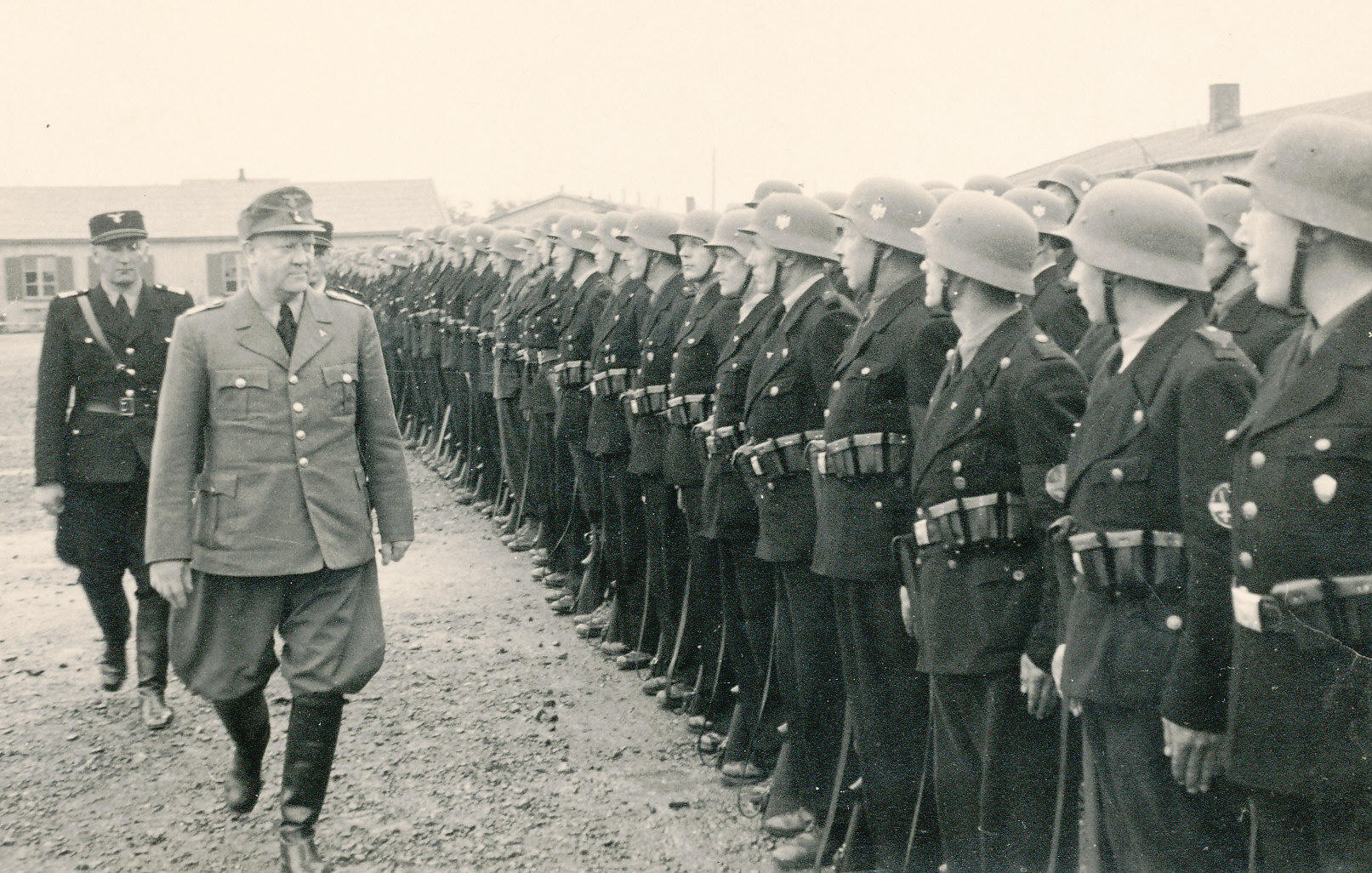
Quisling inspekterar Rikshirden.

Hirden var en ideologisk och paramilitär organisation inom norska fascistiska Nasjonal Samling (NS). Hirden, som existerade från 1934 till 1945, motsvarade Sturmabteilung (SA) i Tredje riket. Hirden bestod av omkring 8 500 medlemmar.

## Organisation
Hirden var militärt organiserat med Rikshirden överst. Hirden hade i övrigt en decentraliserad struktur med regionala och lokala avdelningar. 

### Struktur
1. Vidkun Quisling var högste chef för Hirden.
2. Landshirdchefen og Rikshirdstaben
3. Hirdfördelningen
4. Regementet (3 fylkinger)
5. Fylkingen (2–6 sveiter)
6. Sveiten (upp till 4 troppar, minimum 130 man)
7. Troppen (3 grupper och stab, cirka 40 man)
8. Gruppen (10–12 mann)

### Landshirdchefer
- Carl Johan Eckersberg Stenersen: 1934 – 1 mars 1935
- Johan Bernhard Hjort: mars 1935 – 1 januari 1937
- Orvar Sæther: 1 januari 1937 – augusti 1940
- Konrad Sundlo: augusti 1940 – 1941
- Oliver Møystad: 12 januari 1942 – 30 mars 1944
- Karl Marthinsen: 30 mars 1944 – 8 februari 1945
- Henrik Rogstad: 8 februari 1945 – 9 maj 1945

### Rikshirden
Rikshirden bestod av sju regementen.
1. Regiment Viken
2. Regiment Eidsivating
3. Regiment Hafrsfjord
4. Regiment Gulating
5. Regiment Gulating
6. Regiment Hålogaland
7. Regiment Viking

### Under Rikshirden lydande avdelningar
1. Hirdvaktbataljonen 1942, SS-Wachbataillon Norwegen 1943
2. Førergarden, Quislings livvakt 1942
3. Hirdens flygkår 1942
4. Hirdmarinen 1942
5. Hirdens Alarmenheter, hjälppolis 1943
6. Hirdens Driftvärn 1943
7. Hirdbataljonen 1945

### Direkt under Hirden lydande avdelningar
1. Kvinnohirden
2. Germanska-SS Norge
3. Småhirden, Guttehirden, Jentehirden och Unghirden

## Rikshirdens grader

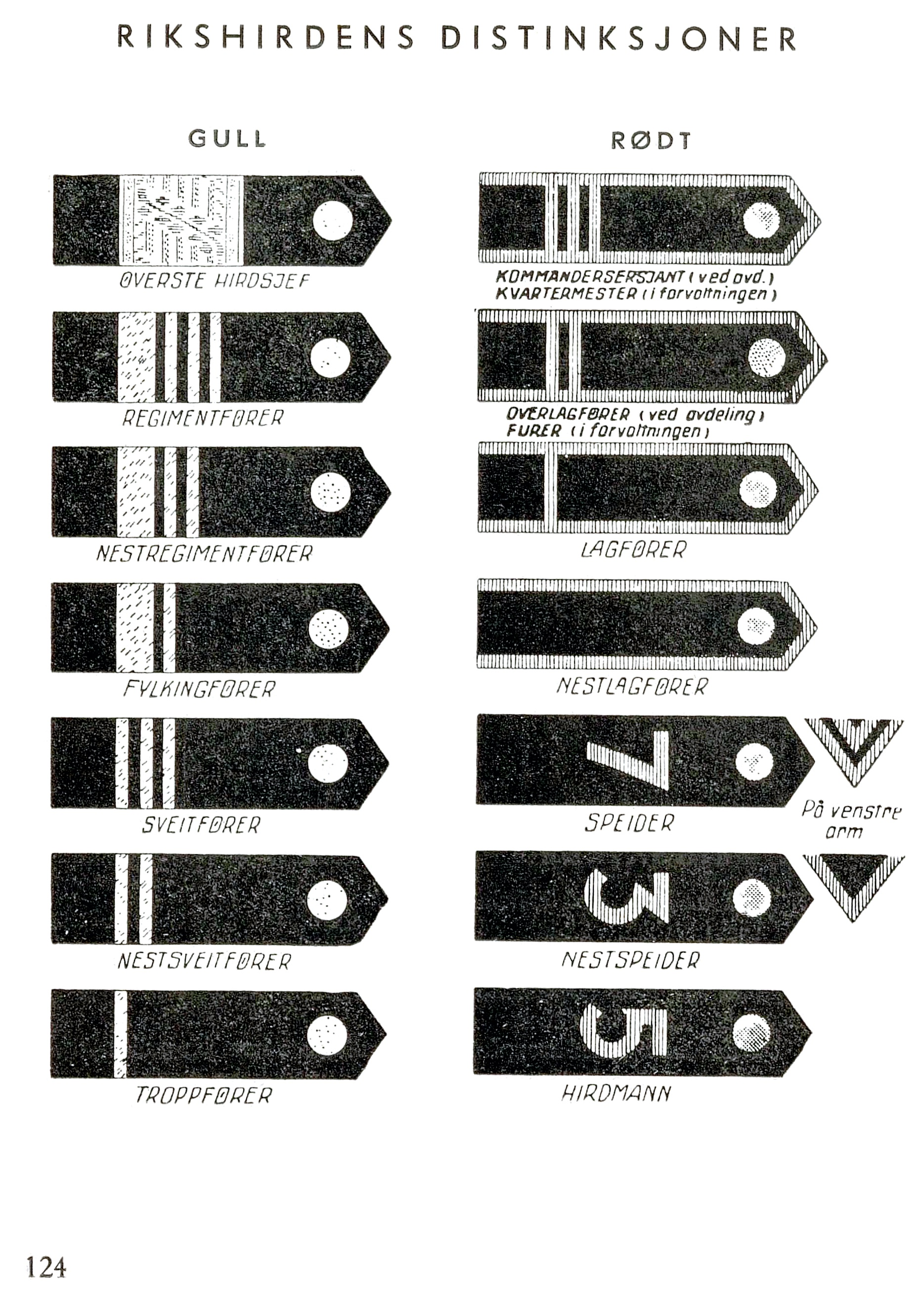
Rikshirdens gradbeteckningar

### Hirdförer
- Regimentsförer
- Nestregimentsförer
- Fylkingförer
- Sveitförer
- Nestsveitförer
- Troppförer

### Underförer
- Kommandersersjant
- Kvartermester
- Overlagförer
- Furer
- Lagförer

### Mannskap
- Nestlagförer
- Speider
- Nestspeider
- Hirdmann

Källa: